# Capricorn College
Capricorn College foi um grupo italiano de rock progressivo dos anos 1970.

## História
Originado por iniciativa de Mario Barigazzi, tecladista notável pelo pseudônimo Barimar, além de líder de uma orquestra, o Barimar's, ativo desde os anos 1950, ainda que com muitas mudanças de formação, o Capricorn College nasceu no fim dos anos 1960 sob influências da música beat.
O grupo obteve um contrato com a Bentler e publicou um 45 rotações que tinha influências beat e pop melódico.
Passando a etiqueta Kansas, se avizinharam do rock progressivo, criando dois álbuns com muitas partes instrumentais. Pela mesma etiqueta gravaram dois 45 rotações, dos quais o primeiro Donna/Gill, inédito em LP, e um EP com outras quatro canções inéditas.
Após um período de silêncio gravaram, em 1978, um outro 45 rotações com sonoridades próximas à disco music. Haja vista o escasso êxito comercial, se dissolveu logo depois. Nos anos 1990 os dois discos foram reeditados em CD.

## Formação
- Pino Ferro: voz solista, guitarra
- Mario Barigazzi: teclado
- Nino Costantino: guitarra, flauta, voz
- Oreste Ferro: baixo
- Adamo Biello: bateria
- Guerrino Franchini: sax, flauta (de 1969 a 1973)
- Antonio Balsamo: sax, flauta (de 1973 a 1978)

## Discografia

### 33 rotações
- 1972: Orfeo 2000 (Kansas, LDM 17004)
- 1974: LP di primavera (Kansas, 5300 502)

### EP
- 1972: Oramai/Domani è festa/La città/Prayer (Kansas, K 507)

### 45 rotações
- 1969: Capricorn college/Junius (Bentler, BE/NP 5060)
- 1971: Story/Mab, mystic woman (Bentler, BE/STR 8018)
- 1972: Donna/Gill (Kansas, dm 1158)
- 1974: Una donna come te/La vita (Kansas, 5100 407)
- 22 novembre 1978: Start Music/California (Ball Fire, LD 100)

### CD
- 1991: LP di primavera (Vinyl Magic, VM 026; reeditado do LP de 1974)
- 1994: Orfeo 2000 (Mellow Records, MMP 234; reeditado do LP de 1972)